# Elektrociepłownia Miechowice
Elektrociepłownia Miechowice – elektrociepłownia znajdująca się w Bytomiu, dzielnicy Miechowice, wraz z Elektrociepłownią Szombierki tworzyła Zespół Elektrociepłowni Bytom, była czynna do 2019 roku.

## Historia
Elektrociepłownia Miechowice powstała w latach 1950–1954 w miejscu wcześniejszej elektrowni wybudowanej w czasie II wojny światowej przez Niemców – wszystkie poniemieckie maszyny zostały wywiezione przez Armię Czerwoną do Związku Radzieckiego w 1945 roku. Ostatni turbozespół oddano w 1955 i elektrownia osiągnęła moc 220 MW. W roku 1960 zaczęto rozwój układów ciepłowniczych i w 1978 uruchomiona została stacja ciepłownicza o mocy 46 MW (rozbudowana do 116 MW). W 1986 uruchomiono pierwszy turbozespół ciepłowniczy. Na skutek budowy magistrali spinającej obie elektrociepłownie w 1995 wybudowano drugi turbozespół ciepłowniczy, a w 1998 uruchomiono człon kondensacyjny do współpracy z turbozespołem ciepłowniczym. Skarb Państwa sprzedał zakład spółce Fortum w 2009 roku. W 2016 roku ukończono budowę kotła WR-25, a w 2018 roku rozpoczęto budowę kotła WR-40. Elektrociepłownia została unieczynniona w 2019 roku. Nieruchomości zakładu zostały sprzedane kieleckiej spółce PBŚ w 2022 roku. Zakład jest stopniowo wyburzany i rozkradany przez zbieraczy złomu. Docelowo ma zniknąć 80% zabudowy, lecz 22 budynki mają pozostać niewyburzone.

## Dane techniczne
- 8 kotłów energetycznych
- 3 turbozespoły o mocy 125 MW

Elektrociepłownia Miechowice była podstawowym źródłem zasilania w ciepło odbiorców Bytomia, produkując jednocześnie energię elektryczną.